# Caye Cave
La caye Cave, en anglais Cave Cay, est une île privée des Bahamas située dans le district North Abaco.

## Géographie
La caye Cave, d'une superficie de 220 acres, soit environ 0,890 km2 est située dans les îles Abacos entre l'extrémité est de Grand Bahama et l'extrémité ouest de Little Abaco.

## Historique
La caye Cave a été habitée à partir de 1930 par des esclaves affranchis. En 1932, après le passage de l'Ouragan de Cuba, les habitants ont été déplacés à Crown Haven et Fox Town sur la pointe ouest de Little Abaco.
En 2008, l'île inhabitée et encore vierge de toute construction a été proposé à la vente pour 16 500 000 $. En 2010, après la construction de plusieurs pavillons, l'île a été proposée à la vente par Farhad Vladi pour 110 millions de dollars